# Erich Loest
Erich Loest (Mittweida, 24 febbraio 1926 – Lipsia, 12 settembre 2013) è stato uno scrittore tedesco.

## Biografia
Fece il suo esordio letterario nel 1950, con il romanzo Jungen, die übrig bleiben. Inizialmente convintamente comunista, la violenta repressione dei moti operai del 1953 lo mise in posizione fortemente critica, il che lo portò ad essere oggetto di strettissima sorveglianza da parte della Stasi e a scontare sette anni di carcere a Bautzen tra il 1957 e il 1964.
Dopo la liberazione si specializzò in romanzi polizieschi, e nel 1978 riuscì a pubblicare, benché in edizione limitata, la sua opera più nota, il romanzo Es geht seinen Gang oder Mühen in unserer Ebene ("Andrà tutto bene ovvero è difficile la strada che va all ́ingiù"), una critica corrosiva della vita di ogni giorno in Germania Est. Si trasferì in Germania Ovest nel 1981, e qui continuò con successo la sua attività, pur non rinunciando al suo stile caustico e polemico e continuando a toccare argomenti controversi. Nel 2013 si suicidò gettandosi da una finestra dell'ospedale dell'Università di Lipsia, dove era ricoverato da qualche tempo.